# Авиационен инцидент
Авиационен инцидент с граждански въздухоплавателни средства на територията на Република България, в нейните териториални води и въздушно пространство, независимо от тяхната фирмена или държавна принадлежност, се разследват от държавна комисия, определена и назначена с правомощия за това от Министерство на транспорта, информационните технологии и съобщенията. Съставът, задълженията, функциите и резултатите от дейността на този временно създаден орган се регламентират с държавен документ – Наредба № 13 от 27 януари 1999 г. за разследване на авиационни произшествия на същото министерство.

## Определения
- Сериозен инцидент е този, при който обстоятелствата при експлоатацията на въздухоплавателно средство показват, че са създадени условия и едва не е настъпило авиационно произшествие. Причините може да се отнасят както до подготовката и действията на летателния състав, така и в самолетоводенето и наземните служби в летищата или техническото състояние на транспортното средство. Разликата между сериозен инцидент и авиационно произшествие се корени само в последствията. На практика това е възможността да се избегне гибел на човек и разрушаване на летателния апарат, въпреки предпоставките водещи до това.

- Инцидент е всяко събитие при експлоатацията на въздухоплавателно средство, което влияе или може да повлияе на безопасността на полетите. Авиационното произшествие не е инцидент, тъй като вече е осъществен невъзвратим процес.

## Цел на техническата експертиза
Целта на техническото разследване е откриване на причините и предотвратяването им в бъдеще.
Разследването и състава на комисията от експерти се определя от тежестта на инцидента. За тази цел се привличат експерти и съветници, възлагат се експертизи на специализирани органи или лаборатории. Техническата експертиза трябва да даде не само отговор за причините за авиационния инцидент, но и препоръки, мерки и действия за недопускане на подобни инциденти.
В наредбата на Министерството на транспорта, информационните технологии и съобщенията е даден и списък, където са изброени случаите на събития свързани с безопасността на полетите, които задължително подлежат на разследване, доклад, анализ и предприемане на действия за повишаване на безопасността.
Установяване степента на вина и отговорност не е предмет на разследването и не е обект на Наредба № 13 от 27 януари 1999 г. на Министерство на транспорта, информационните технологии и съобщенията.